# Aglaophenia tasmanica
Aglaophenia tasmanica är en nässeldjursart som beskrevs av V.S. Bale 1914. Aglaophenia tasmanica ingår i släktet Aglaophenia och familjen Aglaopheniidae. Inga underarter finns listade i Catalogue of Life.